# Лесно-Локотецкий сельсовет
Лесно-Локотецкий сельсове́т — сельское поселение в Становлянском районе Липецкой области. 
Административный центр — деревня Барсуково.

## История
В соответствии с законами Липецкой области №114-оз от 02.07.2004 и №126-оз от 23.09.2004 сельсовет наделён статусом сельского поселения, установлены границы муниципального образования.
Законом Липецкой области от 11 ноября 2015 года № 463-ОЗ название деревни Лесные - Локотцы изменено на Лесные Локотцы.

## Население
| 2010 | 2012 | 2013 | 2014 | 2015 | 2016 | 2017 |
| ---- | ---- | ---- | ---- | ---- | ---- | ---- |
| 908  | ↘889 | ↘874 | ↘833 | ↘820 | ↘795 | ↘788 |
| 2018 | 2021 |      |      |      |      |      |
| ↘781 | ↘716 |      |      |      |      |      |

## Состав сельского поселения
| №  | Населённый пункт | Тип населённого пункта          | Население |
| -- | ---------------- | ------------------------------- | --------- |
| 1  | Барсуково        | деревня, административный центр | 428       |
| 2  | Бекетовка        | деревня                         | 8         |
| 3  | Большие Бутырки  | деревня                         | 18        |
| 4  | Брусенцево       | деревня                         | 4         |
| 5  | Волынское        | деревня                         | 0         |
| 6  | Воскресеновский  | посёлок                         | 7         |
| 7  | Кличено          | село                            | 261       |
| 8  | Лесные Локотцы   | деревня                         | 99        |
| 9  | Малые Бутырки    | деревня                         | 7         |
| 10 | Мещерка          | село                            | 76        |
| 11 | Травинка         | деревня                         | ↘0        |